# 聖巴勃羅德博武爾
聖巴勃羅德博武爾是哥倫比亞的城鎮，位於該國東北部，由博亞卡省負責管轄，距離首府通哈214公里，始建於1959年12月9日，面積194平方公里，海拔高度704米，2005年人口9,867。
5°45′N 74°05′W / 5.750°N 74.083°W